# Portada/efemèride maig 3
Selma Huxley
« 2 de maig · 3 de maig · 4 de maig »